# Готфрид фон Кастел-Рюденхаузен
Готфрид фон Кастел-Рюденхаузен (на немски: Gottfried von Castell-Rüdenhausen; * 16 януари 1577 в Рюденхаузен; † 6 август 1635 в Кастел) от род Кастел е от 1597 г. до смъртта си владетел на графство Кастел-Рюденхаузен и Визенброн. Той основава линията Кастел-Рюденхаузен.

## Биография
Той е най-малкият син на граф Георг II фон Кастел († 1597) и съпругата му София Шенкин фон Лимпург-Шпекфелд († 1588).
След смъртта на баща му 1597 г. по-големият му брат Волфганг II († 1631) управлява в Кастел-Ремлинген, а Готфрид в Кастел-Рюденхаузен.
По времето на неговото управление Тридесетгодишната война избтхва и във Франкония. Той умира на 6 август 1635 г. в Кастел на 58 години и е погребам в Рюденхаузен.

## Фамилия
Готфрид се жени на 16 септември 1599 г. в Оберзонтхайм за Анна Мария Фридерика Шенкин фон Лимпург-Шпекфелд-Оберзонтхайм (* 27 юни 1580 в Хайделберг; † 12 август 1632 в Зомерхаузен), дъщеря на Фридрих VI Шенк фон Лимпург-Шпекфелд-Оберзонтхайм († 1596) и втората му съпруга Агнес фон Лимпург († 1606). Те имат два сина:
- Георг Фридрих (1600 – 1653), женен на 16 септември 1636 г. за Анна Луиза Шенкин цу Лимпург в Шпекфелд (1619 – 1656)
- Хайнрих Албрехт (1603 – 1633)